# Eduard Hegel
Pour les articles homonymes, voir Hegel (homonymie).
Edouard Hegel (né le 28 février 1911 à Barmen et mort le 23 novembre 2005 à Bonn) est un théologien et historien de l'église allemand.

## Biographie
Eduard Hegel, fils de l'entrepreneur en bâtiment Albert Hegel et de son épouse Antonie Maria Ommer, étudie la théologie catholique et l'histoire aux universités de Münster, Munich et Bonn. Au cours de ses études, il rejoint la fraternité catholique Alsatia. En 1933, il obtient son doctorat sous la direction de Max Braubach à Bonn. En 1937, il est ordonné prêtre à Cologne. Hegel travaille d'abord comme pasteur à Cologne. En 1943, il reçoit son doctorat de théologie avec une thèse sur les archevêques de Cologne Maximilien-Frédéric de Königsegg-Rothenfels et Maximilien-François d'Autriche. Avec une autre publication scientifique sur l'histoire de l'archidiocèse de Cologne, il se fait connaître dans tout le pays ; l'œuvre devient un standard. En 1948, Hegel est admis à l'Université de Bonn.
Après des stages au séminaire de Trèves et à l'Université westphalienne Guillaume de Münster, il est appelé en 1966 à succéder à Hubert Jedin à l'Université rhénane Frédéric-Guillaume de Bonn. Il devient également le directeur fondateur de l'Institut d'histoire de l'Église. En 1976, il devient émérite .
Eduard Hegel est élu membre à part entière de la Commission historique de Westphalie en 1954. Il est membre correspondant de la Commission depuis 1979. Il est également président de la Société d'histoire du Bas-Rhin (de) de 1967 à 1979. En 1973, il devient membre de l'Académie des sciences de Rhénanie du Nord-Westphalie. En 1974, il reçoit le titre de prélat pontifical honoraire, en 1985 celui de protonotaire apostolique.
La tombe de Hegel se trouve au cimetière de montagne de Kessenich (de).

## Publications
- Colonia Sacra. Zur Geschichte der Kirchen im Erzbistum Köln. Balduin Pick Verlag, Köln, Band 1, 1947.
- Kirchliche Vergangenheit im Bistum Essen. Driewer Verlag, Essen 1960.
- Geschichte der Katholisch-Theologischen Fakultät Münster 1773–1964. Münster: Aschendorff Teil 1: 1966, Teil 2: 1971.
- Geschichte des Erzbistums Köln
  - Band 1: Das Bistum Köln von den Anfängen bis zum Ende des 12. Jahrhunderts. Bachem 1998,  (ISBN 3761601581); zusammen mit Friedrich W. Oediger
  - Band 2: Das Bistum Köln im späten Mittelalter 1191–1515. Bachem 1994,  (ISBN 3761611498); zusammen mit Wilhelm Janssen (de)
  - Band 4: Das Erzbistum Köln zwischen Barock und Aufklärung, vom Pfälzischen Krieg bis zum Ende der französischen Zeit. Bachem 1999;  (ISBN 3761603894)
  - Band 5: Das Erzbistum Köln zwischen der Restauration des 19. Jahrhunderts und der Restauration des 20. Jahrhunderts. Bachem 1999;  (ISBN 376160873X)
- St. Kolumba in Köln: eine mittelalterliche Grossstadtpfarrei in ihrem Werden und Vergehen. Schmitt Verlag, Siegburg 1996.